# Мурджени
Мурджени (рум. Murgeni) — город в составе жудеца Васлуй (Румыния).

## Состав
Городу подчинены следующие населённые пункты (данные о населении за 2002 год):
- Кыржа (рум. Cârja) — 1208 жителей
- Раю (рум. Raiu) — 720 жителей
- Флорени (рум. Floreni) — 641 жителей
- Скинени (рум. Schineni — 616 жителей
- Сэрэцени (рум. Sărățeni) — 447 жителей
- Лэцешти (рум. Lățești) — 403 жителей

## История
Согласно археологическим исследованиям известно, что эти края были населены много веков — большая часть археологических находок относится к IV в., но встречаются и более древние объекты.
В Средние века село Мурджени было довольно обширным и населенным. Наличие семьи Мургу среди владельцев поместья Мурджении в XVI в. привело Г. Гибэнеску к мысли, что название деревни Мурджени (Мургени) происходит от Мургу, Мурджешть. Внимательное изучение архивных документов опровергает это предположение. Согласно исследованиям проф. Г.Георге, «великим местным князем или воеводой был Крецул с Елана», имя которого записано в славянских документах XV—XVI вв. как «Крецул от Ялана». Он и его потомки владели огромными территориями в долине реки Елан. В подтвердительной грамоте Стефана III Великого от 28 августа 1466 г. читаем, что в Мурджени находился дом Бене, сына Крецула. Эта деревня простиралась от реки Елан на западе до середины холма на востоке, по обе стороны от ручья Ойца. Через 34 года братья Мургу, Драгош и Тоадер, покупают часть села Мурджень у потомков Крецула, о чём говорит грамота господаря Стефана Великого от 5 апреля 1500 года. Отсюда с уверенностью следует, что название села Мурджени не происходит от имени братьев Мургу. Крецулы сохраняют за собой права на часть Мурджени и другие села в округе, о чём свидетельствует грамота господаря Петра Рареша от 28 марта 1528 года. Со временем происходит смена владельцев, но жизнь села продолжается до 1844 года, когда помещик Алеку Стурза упраздняет его, а по соседству возникает «Мургенская ярмарка». Из ярмарки вырастает современный город.

## География
Город расположен в 247 км к северо-востоку от Бухареста, 52 км к юго-востоку от Васлуя, 110 км к югу от Ясс, 87 км к северу от Галаца.

## Демография
По данным переписи населения 2002 года в городе проживали 7674 человека.

### Национальный состав
| Национальность | Кол-во человек | Процент |
| -------------- | -------------- | ------- |
| Румыны         | 6627           | 86,4 %  |
| Цыгане         | 1046           | 13,6 %  |
| Немцы          | 1              | < 0,1 % |

### Родной язык
| Язык      | Кол-во человек | Процент |
| --------- | -------------- | ------- |
| Румынский | 6664           | 86,8 %  |
| Цыганский | 1010           | 13,2 %  |

### Вероисповедание
| Вероисповедание | Кол-во человек | Процент |
| --------------- | -------------- | ------- |
| Православные    | 7134           | 93,0 %  |
| Пятидесятники   | 521            | 6,8 %   |
| Адвентисты      | 15             | 0,2 %   |
| Римо-католики   | 3              | < 0,1 % |
| Лютеране        | 1              | < 0,1 % |

## Известные уроженцы
- Профири, Николае[рум.] (1886—1967) — инженер и политик-коммунист, действительный член Румынской академии.
- Балмуш, Константин[рум.] (1898—1957) — филолог, специалист по классическим языкам, действительный член Румынской академии
- Жувара, Иоан Жак Рене[рум.] (1913—1996) — хирург, профессор медицины, почетный член Румынской академии